# Blumea repanda
Blumea repanda là một loài thực vật có hoa trong họ Cúc. Loài này được (Roxb.) Hand.-Mazz. mô tả khoa học đầu tiên năm 1936.